# Bathyergoididae
Bathyergoididae é uma família de roedores extintos do Mioceno. Contém o gênero Bathyergoides Stromer, 1923 e uma única espécie foi registrada Bathyergoides neotertiarius Stromer, 1923.